# Scenografo
Lo scenografo (anche stage designer) è quel professionista che, in campo tecnico-artistico, cura l'allestimento delle rappresentazioni teatrali, cinematografiche , televisive e spesso museali.

## Competenze
Lo scenografo realizza l'idea e spesso crea concretamente tutti gli elementi di scena di una rappresentazione che sia teatrale, televisiva, o cinematografica, ma anche di spazi aperti (come teatri all'aperto o piazze) e allestimenti museali. Per questi motivi la sua figura è in stretto rapporto con figure correlate quali gli attrezzisti e i pittori di scena.
La professione di scenografo implica quindi la conoscenza di numerosi campi dell'arte: disegno, scultura e pittura, computer grafica, solo per citare le più ovvie, ma anche lo studio dei colori, delle luci, il gusto per la composizione, ma soprattutto la conoscenza dei principi della prospettiva e dell'architettura.
La professione di scenografo fino al primo '900 era legata esclusivamente al teatro e all'allestimento di drammi, opere e balletti,  successivamente, con la nascita del cinema e della televisione, la sua figura viene richiesta in questi ambiti, e, negli ultimi anni, anche per la moda e l'allestimento museale dove la scenografia ricopre un ruolo sempre più importante.
L'abilità dello scenografo consiste quindi nel ricreare ambienti, fondali e oggetti adattandoli al contesto, alla filosofia dell'opera, agli spazi, alle attrezzature disponibili, come per esempio può avvenire in un teatro, e non ultimo va considerato il limite di budget, cioè il denaro fruibile per i materiali e la mano d'opera.
Come altre figure dello spettacolo, tra cui l'attore o il coreografo, lo scenografo può avere più o meno libertà di espressione sulla base delle esigenze del regista. Quindi, anche se oggi la sua figura è sempre più indipendente, il lavoro viene comunque svolto in collaborazione con il regista e il costumista.
Non è raro, specie nell'ambito della messa in scena di opere liriche, che le due figure di regista e di scenografo siano rappresentate da un unico soggetto.
Talvolta lo scenografo si occupa anche dei costumi di scena.

## Riconoscimento professionale
In Italia, la Regione Lazio ha individuato alcuni profili professionali nell'ambito del cinema e dell'audiovisivo. Tra questi è presente lo Scenografo cinematografico e audiovisivo.

## Scenografo progettista
Lo scenografo progettista è colui che progetta esclusivamente in studio, collaborando in stretto rapporto con il regista. La sua professione si svolge grazie all'ausilio dei moderni mezzi informatici che ne permettono il lavoro.
I progetti di cui si occupa vengono illustrati tramite schizzi, bozzetti, modellini, tavole prospettiche, il tutto realizzato in scala.